# Synoicum papilliferum
Synoicum papilliferum is een zakpijpensoort uit de familie van de Polyclinidae. De wetenschappelijke naam van de soort is voor het eerst geldig gepubliceerd in 1930 door Michaelsen.